# 蘇聯—立陶宛互不侵犯條約
《蘇聯－立陶宛互不侵犯條約》是立陶宛和蘇聯在1926年9月28日簽署的互不侵犯條約。該條約重新確認了1920年《蘇俄-立陶宛和平條約》的所有基本條款。也是在1926年的這份互不侵犯條約中，蘇聯繼續承認立陶宛擁有維爾紐斯和维尔纽斯地区的主權，儘管這些地區自1920年熱利戈夫斯基兵變起，便一直處於波蘭統治之下。它還承認立陶宛在克萊佩達地區的利益。作為交換，立陶宛同意不加入任何針對蘇聯、反對蘇聯的聯盟組織。這意味著，立陶宛將在國際上遭受孤立，蘇聯當時並非國際聯盟成員國。1926年11月9日，兩國在當時立陶宛的首都考那斯交換批准書，該條約自即日起生效，並於1927年3月4日登錄於國際聯盟的條約叢書中。
這份條約是由立陶宛人發起倡議，他們在《羅加諾公約》後持續尋求新的外交政策方向。條約協商自1925年12月25日開始，蘇聯外交事務人民委員格奧爾基·契切林在前往莫斯科的旅途中停留於考那斯。談判過程十分艱難，其他波羅的海國家，愛沙尼亞、拉脫維亞對這份條約內容都不贊成，因為這將阻礙《波羅的海公約》的議定。波蘭聲稱《蘇聯－立陶宛互不侵犯條約》違反《里加和約》，而德國則對該條約增加立陶宛對克萊佩達地區的主權要求感到憂慮。
這份條約也在立陶宛國內引發爭議。1926年11月5日，第三屆立陶宛國會批准這份條約，引發學生示威抗議國家趨向「布爾什維克化」，其中一次示威活動被警方武力驅散，這被視為1926年立陶宛政變發生的導火線之一。然而，立陶宛外交官則認為，在當時的歐洲政治環境中，這份條約讓立陶宛可繼續堅持維爾紐斯地區的主權爭議。《蘇聯－立陶宛互不侵犯條約》規定條約將在5年內到期，但在1931年5月6日，它又被延長了5年；1934年4月4日，再被進一步延長到1944年12月31日。1933年7月5日，兩國又再簽了一份單獨的條約來界定何謂「侵略」。1940年6月15日，隨著蘇聯出兵佔領立陶宛，這份條約也被打破。